# Aroma
För andra betydelser, se Aroma (olika betydelser).
Aroma är en svensk äppelsort.

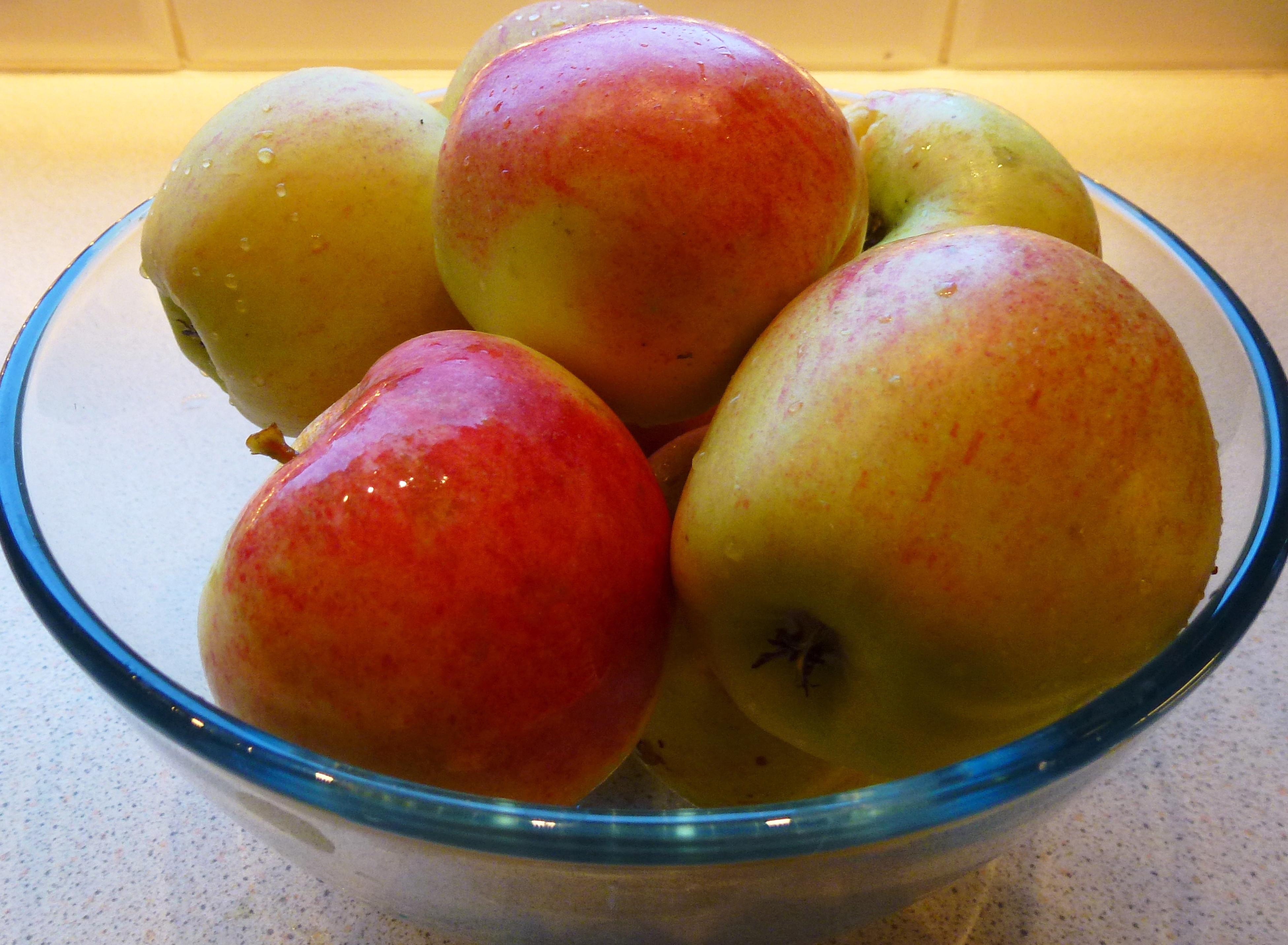
Äpplen av sorten "Aroma".

Aroma togs fram i Skåne på Balsgård. Det togs fram 1947 och är en korsning mellan Ingrid Marie och Filippa. Efter provodling kom den ut på marknaden 1973. Den utsågs 2005 till landskapsäpple för Skåne. Frukten är stor och färgen är gul till grön med lysande röd täckfärg. Köttet är sprött och gulvitt med en söt, mild, aromrik, syrlig smak. Säsongen är mellan september och november och den kan odlas i zon I–IV. C-vitaminhalt 4-7mg/100 gram.
Medelskördetid vid Alnarp (zon 1) 26 september.
Sorten Amorosa är en röd mutation av Aroma och upptäcktes av John Orelind (Fruktodlare i Orelund, Rörum, Skåne) år 1982. Röda mutanter finns även från Norge. Amorosa kallas också för Röd Aroma.
Äpplet drabbas vanligtvis inte av skorv.